# 390

390(삼백구십)은 389보다 크고 391보다 작은 자연수다.

## 수학
- 합성수로, 그 약수는 총 16개다. (1, 2, 3, 5, 6, 10, 13, 15, 26, 30, 39, 65, 78, 130, 195, 390)
  - 390의 진약수의 합은 618이므로, 390은 과잉수다.
  - 제곱 인수가 없는 20번째 과잉수다. 이 성질을 지닌 앞의 수는 366, 다음 수는 402이다. (OEIS의 수열 A087248)
- {\displaystyle 79^{2}-1}, {\displaystyle 61^{3}-1}은 390으로 나누어떨어진다.

## 과학
- NGC 390(영어판): 물고기자리 방향에 있는 항성.

## 교통
- 국도 제390호선
  - 일본 390번 국도: 오키나와현 이시가키시에서 나하시까지 이어지는 일본의 국도.
- 기타 도로
  - 390번 지방도 (폐지): 경기도 남양주시 퇴계원면에서 금곡동까지 이어지던 대한민국의 과거 지방도.
  - 현도 제390호선

## 군사
- U-390(영어판): 제2차 세계 대전에 사용된 나치 독일의 군용 잠수함.

## 문화유산
- 대한민국의 보물 제390호: 천안 광덕사 고려사경
- 대한민국의 사적 제390호: 경주 보문동 사지

## 기타
- 연도: 390년, 기원전 390년
- 390년대
- 한국십진분류법에서 국방 및 군사학에 관한 책들이 분류되는 번호.